# Linkstation
LinkStation bezeichnet eine Produktreihe für Netzwerkdatenspeicher (NAS) der Firma Buffalo Technology, welche aus einem kleinen, proprietären Computersystem und einer, zwei oder vier Festplatten besteht. Die geringen Maße des Gerätes sowie ein oder zwei vorhandene USB-2.0-Anschlüsse machen das System zu einer vielseitig anwendbaren Hardware.
Im Auslieferungszustand befindet sich auf dem Gerät ein GNU/Linux, der Endbenutzer nimmt aber zumeist nur die über die Weboberfläche konfigurierbaren Dienste wahr, wie FTP, Windows-Freigabedienste, UPnP-konformer Media Server, Druckserver, BitTorrent-Client, Unterstützung für Time Machine.
LinkStation gibt es derzeit in verschiedenen Versionen mit bis zu 12 TB Speicherkapazität. Alle bis auf die ursprüngliche LinkStation (1 bzw. 2) unterstützen 1000BASE-T.

## Terastation
Die nächstgrößere NAS-Produktreihe der Firma wird Terastation genannt. Die aktuellen Modelle (Stand 2011) sind mit bis zu acht Festplatten ausgestattet und erreichen damit Kapazitäten von derzeit bis zu 24 TB.

## LinkStation Modelle
| Erhältlich | Name                    | Produktbez.            | CPU                             | RAM    | Kapazitäten                    |
| ---------- | ----------------------- | ---------------------- | ------------------------------- | ------ | ------------------------------ |
| Ja         | LinkStation Pro Quad    | LS-QVx.xTL/R5          | ARM926EJ                        | 512 MB | 4 × 1 TB, 4 × 2 TB, 4 × 3 TB   |
| Ja         | LinkStation Mini        | LS-WSXxxGL/R1          | ARM9                            | 128 MB | 2 × 500 GB, 2 × 1 TB           |
| Ja         | LinkStation Pro Duo     | LS-WVx.xL/R1           | ARM9                            | 256 MB | 2 × 1 TB, 2 × 2 TB             |
| Ja         | LinkStation Pro         | LS-VxxxL               | ARM9                            | 256 MB | 1 TB, 2 TB, 3 TB               |
| Ja         | LinkStation Live        | LS-XxxxL               | ARM9                            | 128 MB | 1 TB, 2 TB, 3 TB               |
| Nein       | LinkStation Pro         | LS-xxxGL               | ARM9 (Marvell 88F5182, 400 MHz) | 128 MB | 320 GB, 500 GB, 750 GB, 1 TB   |
| Nein       | Linkstation             | LS-LxxxxGL (LSEZ)      | ARM9                            | 64 MB  | 320 GB, 500 GB, 1 TB           |
| Nein       | LinkStation Home Server | HS-DxxxGL (HS)         | PPC                             | ?      | 300 GB, 400 GB                 |
| Nein       | Gigabit LinkStation     | HD-HGxxxLAN (HG)       | PPC 266 MHz                     | 128 MB | 250 GB, 300 GB, 400 GB         |
| Nein       | LinkStation             | HD-HxxxLAN (LS1 / LS2) | PPC 200 MHz / MIPS 400 MHz      | 64 MB  | 120 GB, 160 GB, 250 GB, 300 GB |

## Firmware

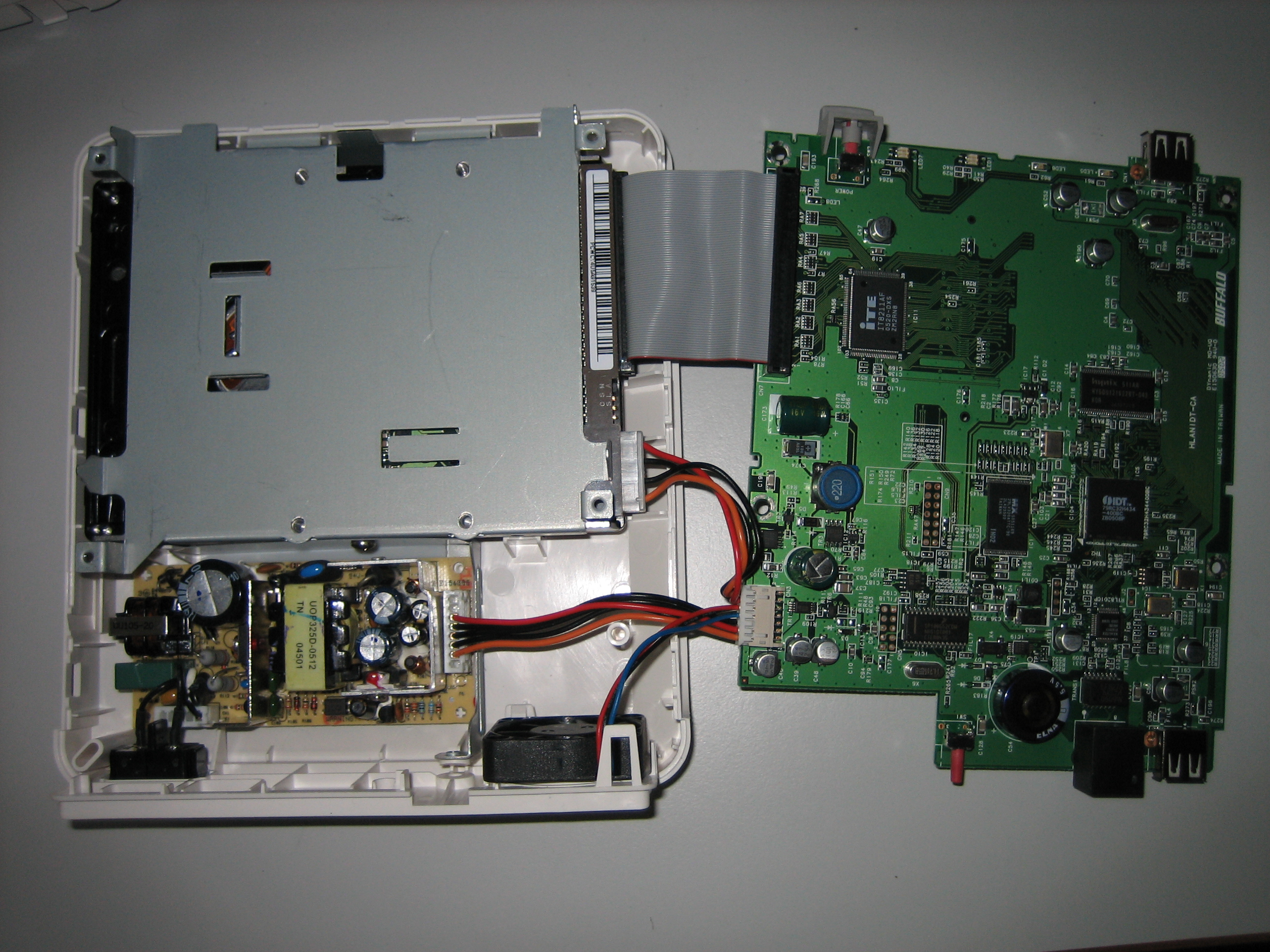
Blick in das Innenleben

Das Besondere an der LinkStation ist, dass das vorhandene System durch ein Linux mit offen liegendem Quellcode unter der GPL ersetzt werden kann. Über diesen Weg können beispielsweise die Distributionen Debian oder Gentoo-Linux auf dem Gerät mit all ihren Vorteilen installiert werden. Somit kann das Gerät zu einem vollwertigen Linux-Server aufgewertet und mit einer begrenzten Anzahl von USB-Geräten (etwa Drucker, Festplatten, Sound- und ISDN-Karten etc.) erweitert werden. Interessant ist auch die Erweiterung um die in der Original-Firmware fehlende NFS-Unterstützung.

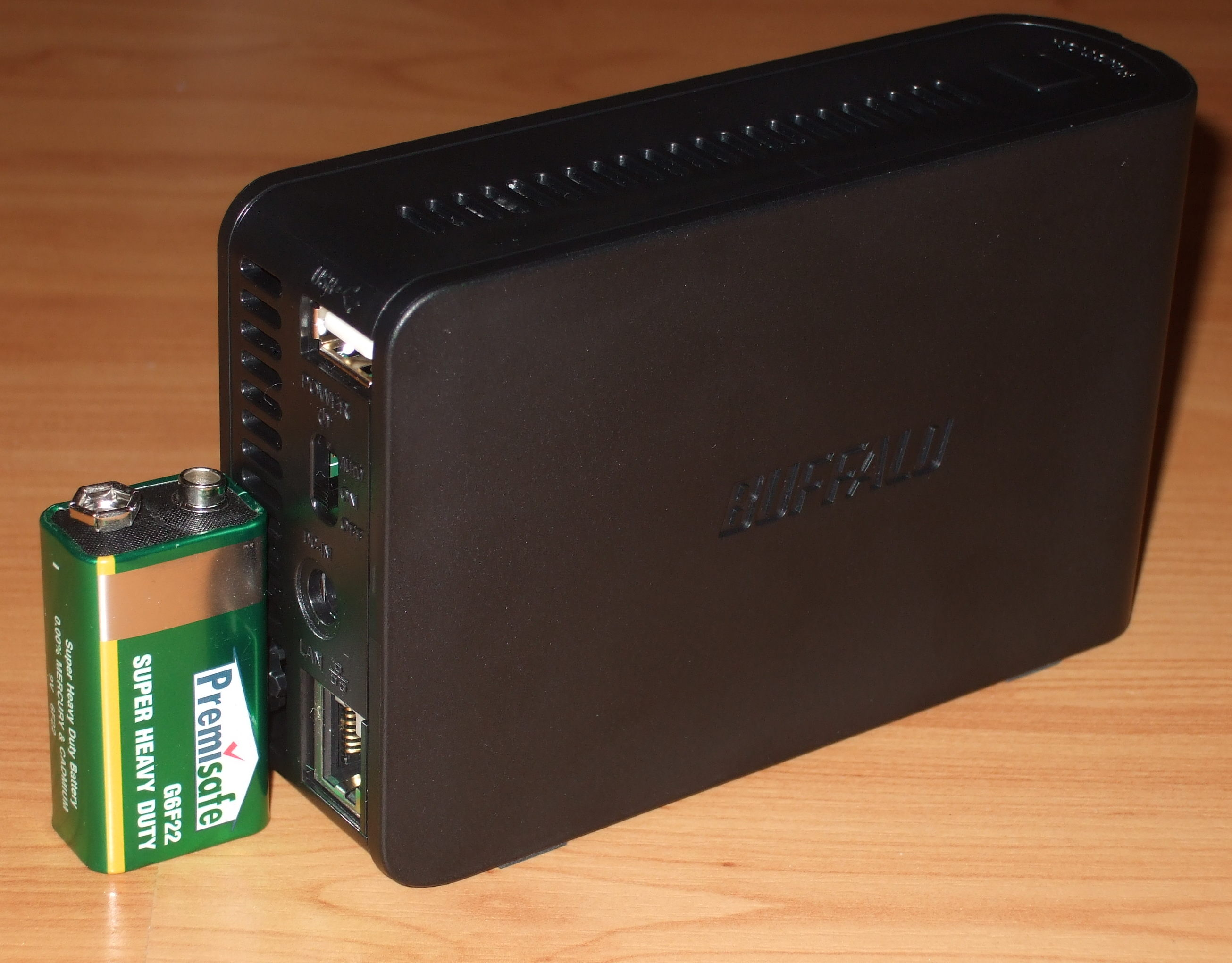
LinkStation Mini neben einem 9-Volt-Block
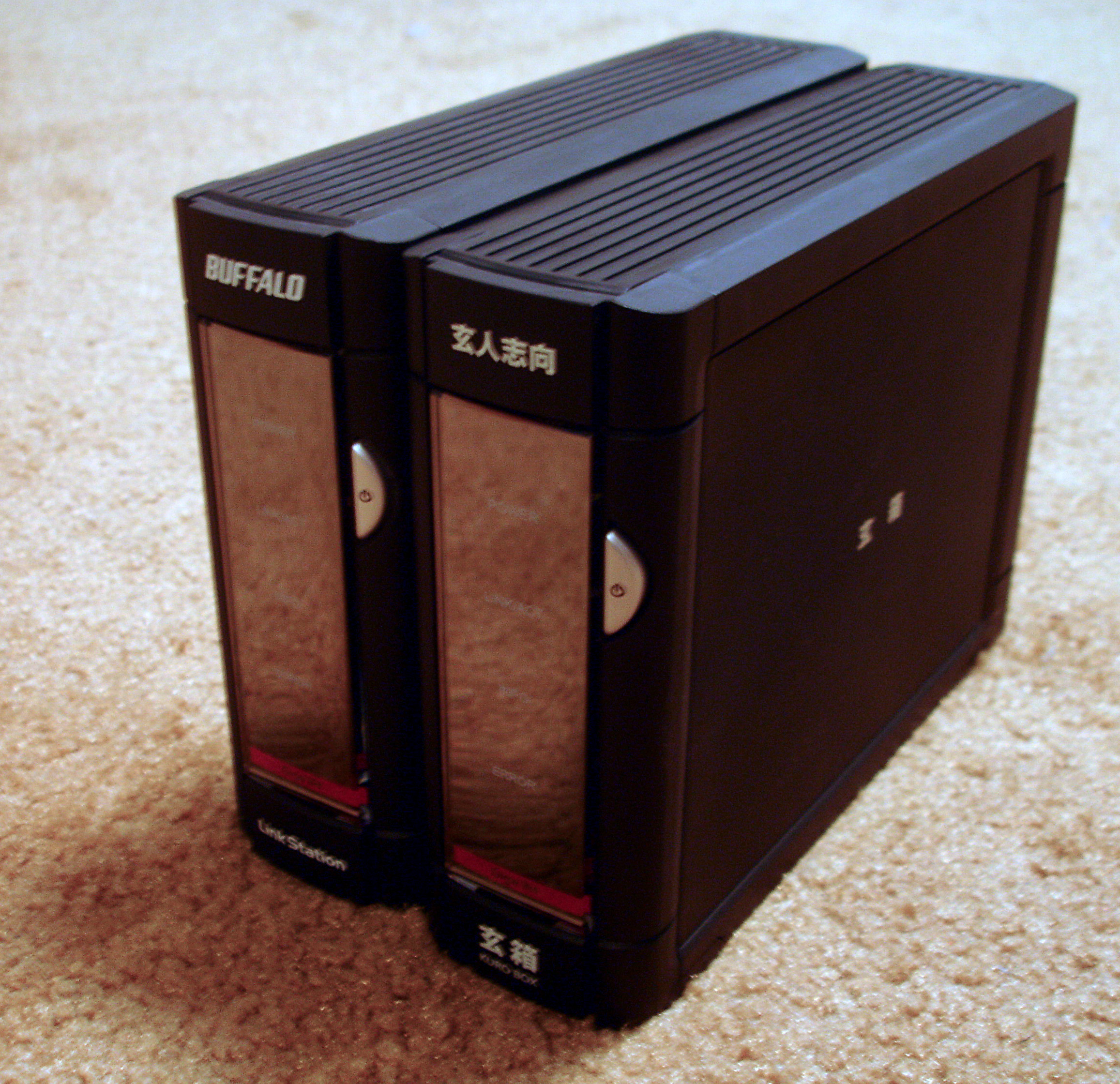
LinkStation Pro neben einer KuroBox Pro